# Alte Kirche von Hjälmseryd

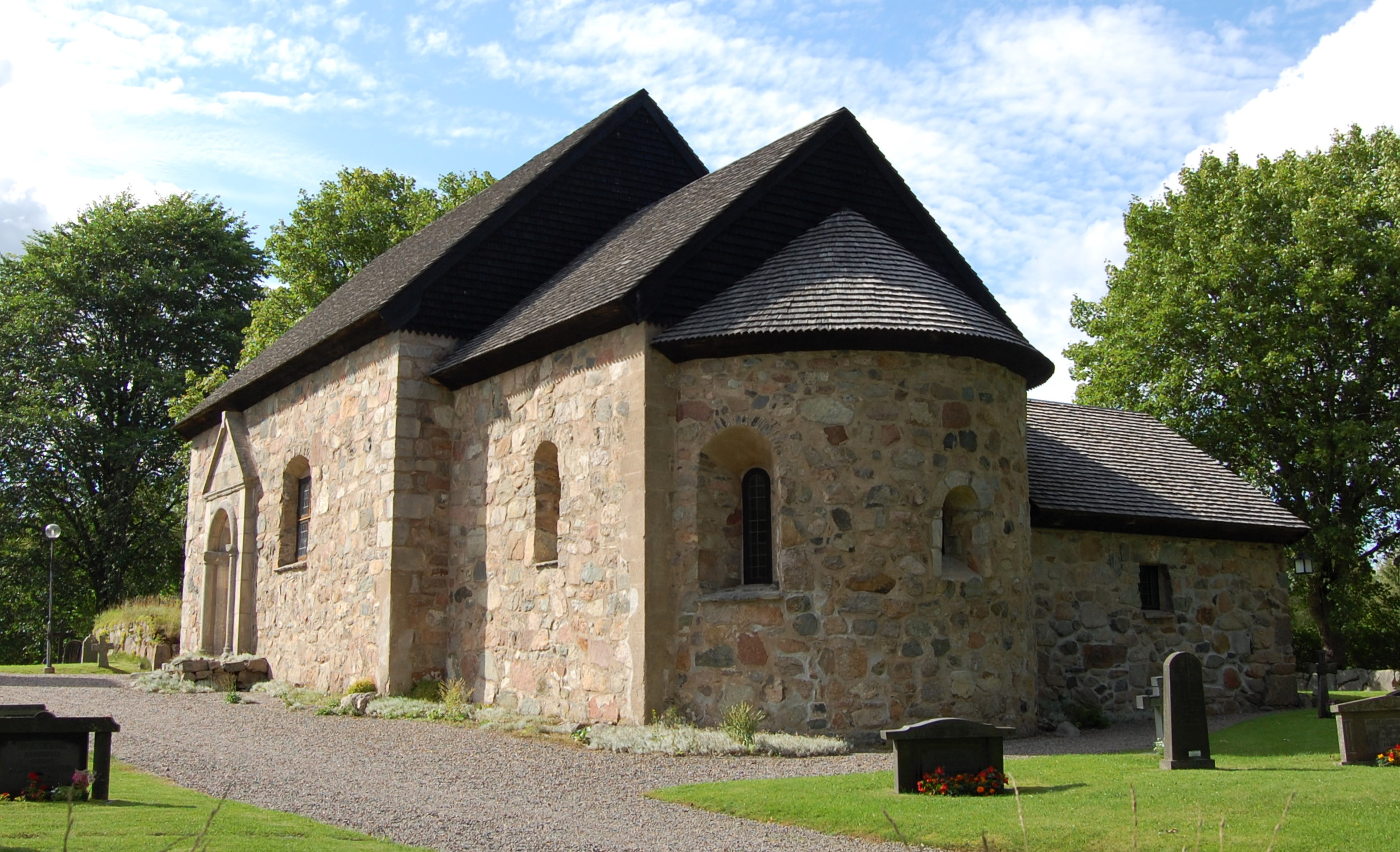
Kirche von Gamla Hjälmseryd

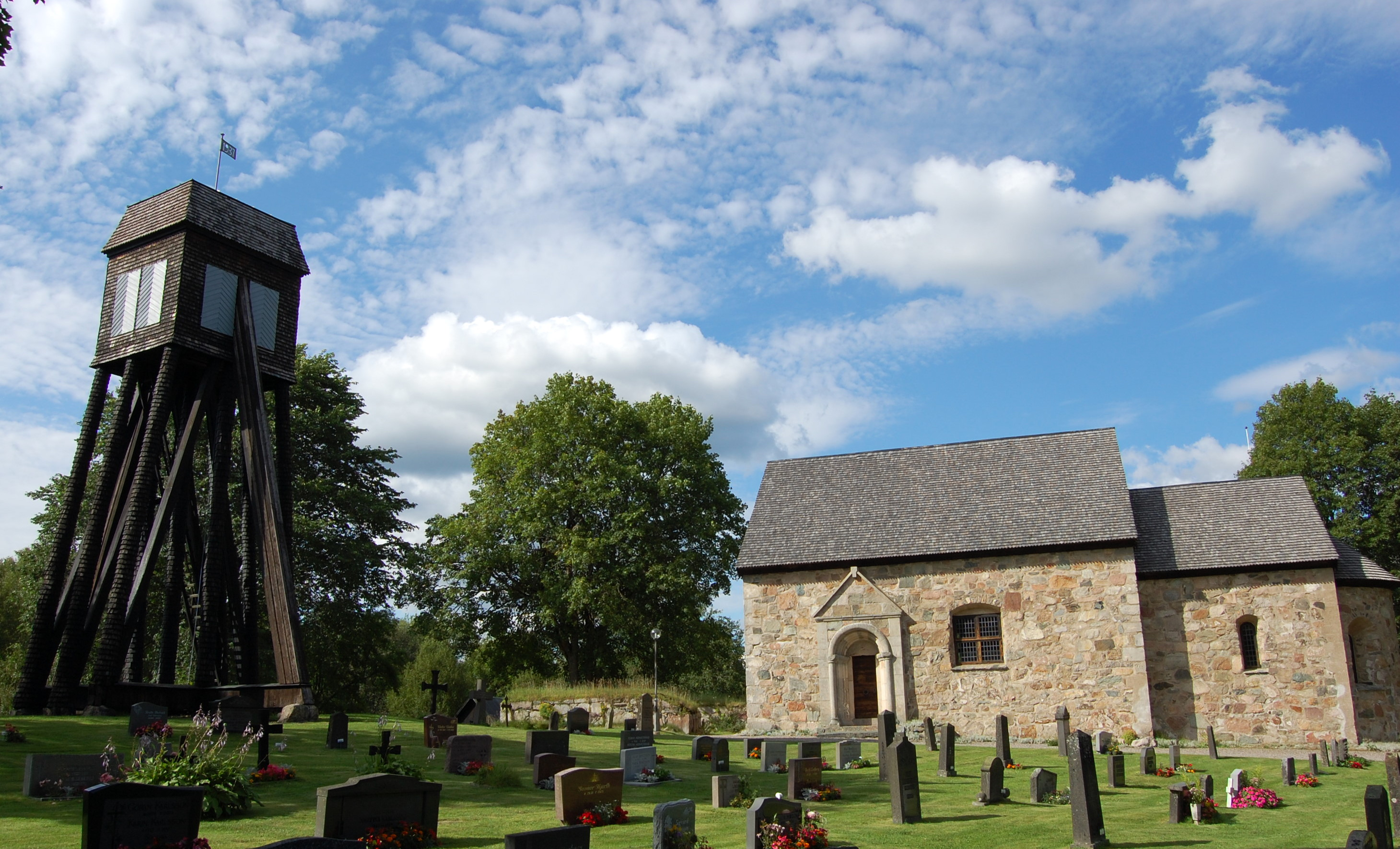
Kirche mit Turm

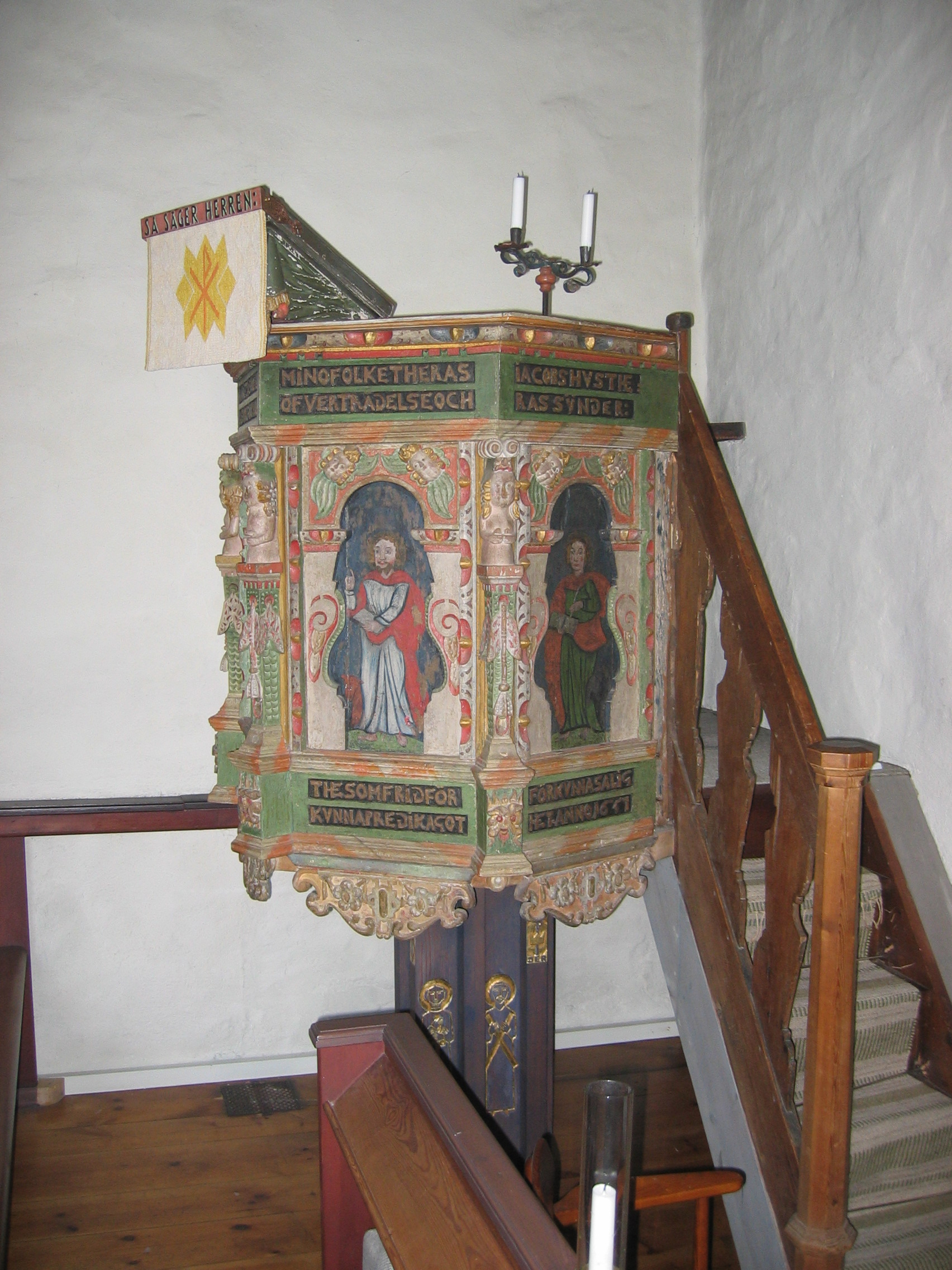
Kanzel von 1657

Die Alte Kirche von Hjälmseryd (schwedisch: Gamla Hjälmseryd kyrka) befindet sich in Hjälmseryd in der Gemeinde Sävsjö im Jönköpings län. Sie geht auf das Mittelalter zurück und gehört zu den sogenannten Njudungskirchen.

## Lage
Die zur Schwedischen Kirche gehörende Kirche liegt etwas westlich der Fernverkehrsstraße von Växjö nach Jönköping im Gebiet der Gemeinde Sävsjö.

## Geschichte

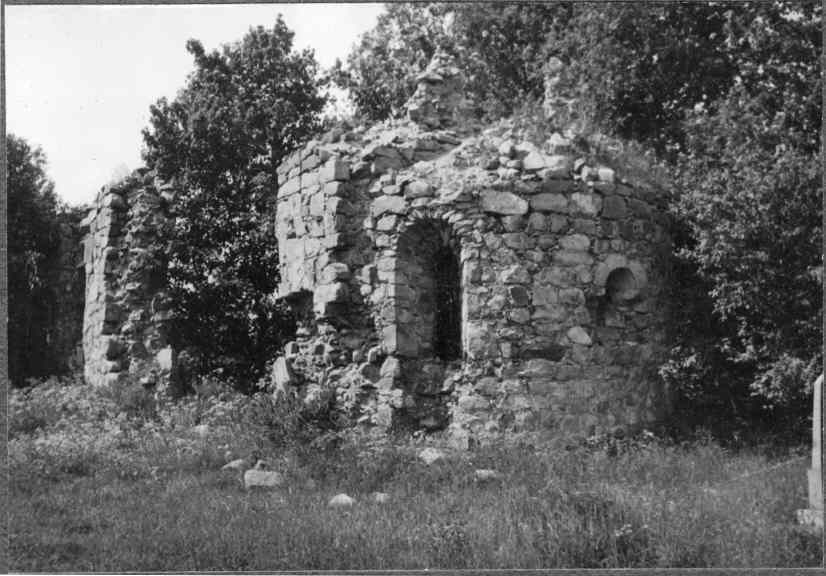
Ruine der Kirche vor dem Wiederaufbau

Die aus Feldsteinen errichtete Kirche entstand im 12. Jahrhundert im damaligen Njudung, einem der Länder, aus denen später Småland hervorging. Nach Erweiterungen wurde die Kirche später nicht mehr genutzt und verfiel seit der Mitte des 19. Jahrhunderts. 1934 wurde die Kirche, nach dem sie unter der Leitung von Erik Lundberg in ihrer ursprünglichen Form wiederaufgebaut worden war, neu eingeweiht. Die Initiative für den Wiederaufbau ging vom Pfarrer Carl Niklasson aus. Der als steinernes Kreuz gearbeitete Grabstein des für sein Engagement ausgezeichneten Pfarrers befindet sich neben der Kirche.
Teile der Ausstattung wurden von der Holzbildhauerin Eva Spångberg geschaffen, die im etwas weiter nördlich gelegenen Björkelund lebt. So insbesondere das Altarkreuz. Das Taufbecken stammt bereits aus dem 12. Jahrhundert, die Kanzel von 1657. Die Kirche verfügt über eine 1850 vom Orgelbauer John Magnusson gebaute Orgel.
Die Kirche befindet sich im Eigentum der evangelischen Kirchengemeinde Hjälmseryd, welche zum Sävsjö Pastorat im Växjö stift gehört. Eine Hjälmserydsstiftung sichert die Durchführung täglicher Gottesdienste, so erfolgen Stunden-, Morgen-, Mittags- und Abendgebete.